# Castro Verde
Castro Verde és un municipi portuguès, situat al districte de Beja, a la regió d'Alentejo i a la subregió de l'Baixo Alentejo. L'any 2006 tenia 7.772 habitants. Limita al nord amb Aljustrel i Beja, a l'est amb Mértola, al sud amb Almodôvar i a l'oest amb Ourique. És format per les freguesies de Casével, Castro Verde, Entradas, Santa Bárbara de Padrões i São Marcos da Ataboeira.
| Població del concelho de Castro Verde (1801 – 2004) | Població del concelho de Castro Verde (1801 – 2004) | Població del concelho de Castro Verde (1801 – 2004) | Població del concelho de Castro Verde (1801 – 2004) | Població del concelho de Castro Verde (1801 – 2004) | Població del concelho de Castro Verde (1801 – 2004) | Població del concelho de Castro Verde (1801 – 2004) | Població del concelho de Castro Verde (1801 – 2004) | Població del concelho de Castro Verde (1801 – 2004) |
| --------------------------------------------------- | --------------------------------------------------- | --------------------------------------------------- | --------------------------------------------------- | --------------------------------------------------- | --------------------------------------------------- | --------------------------------------------------- | --------------------------------------------------- | --------------------------------------------------- |
| 1801                                                | 1849                                                | 1900                                                | 1930                                                | 1960                                                | 1981                                                | 1991                                                | 2001                                                | 2004                                                |
| 2027                                                | 5930                                                | 7712                                                | 11032                                               | 11637                                               | 7472                                                | 7762                                                | 7603                                                | 7702                                                |

## Galeria

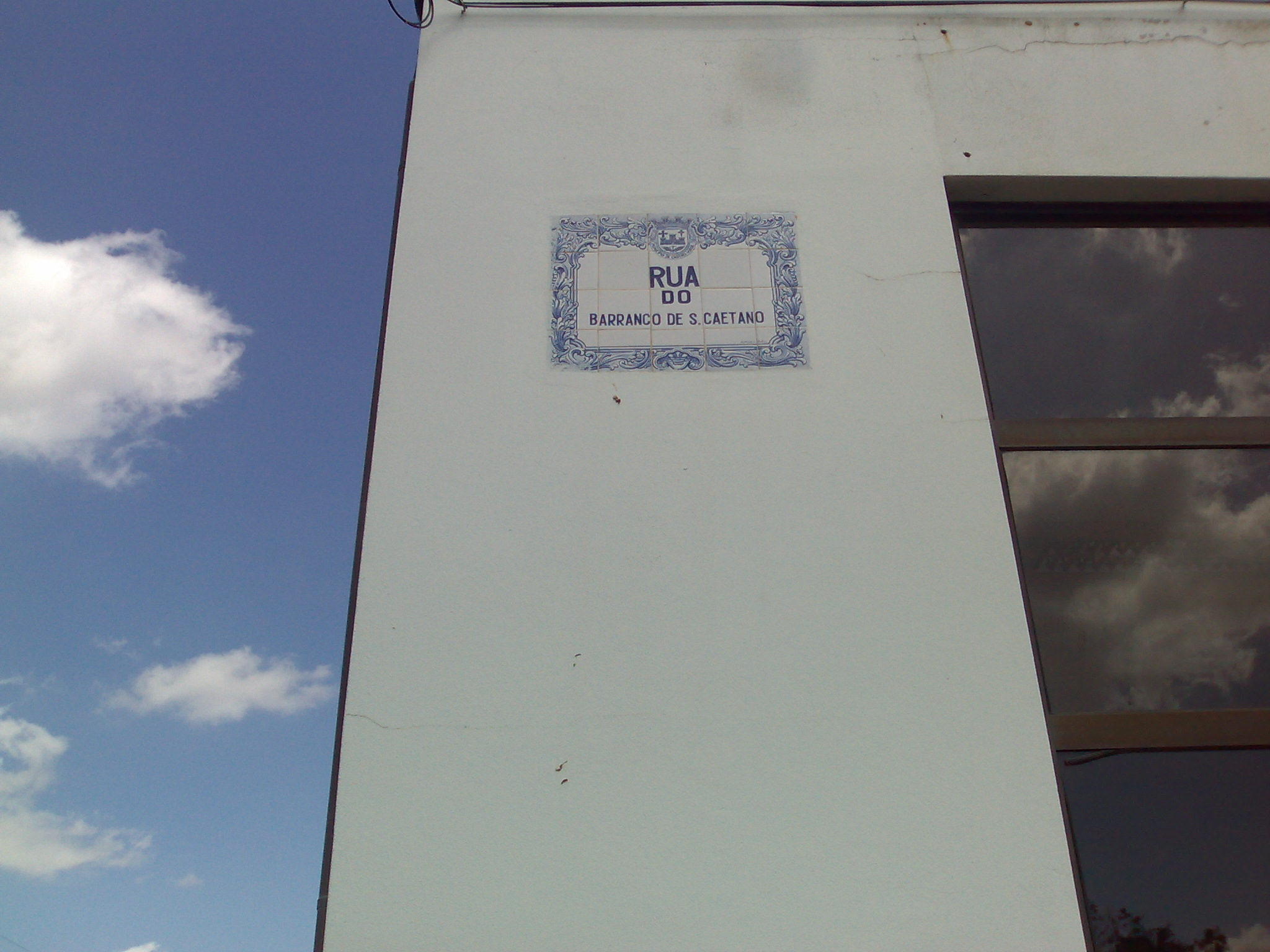
Placa toponímica
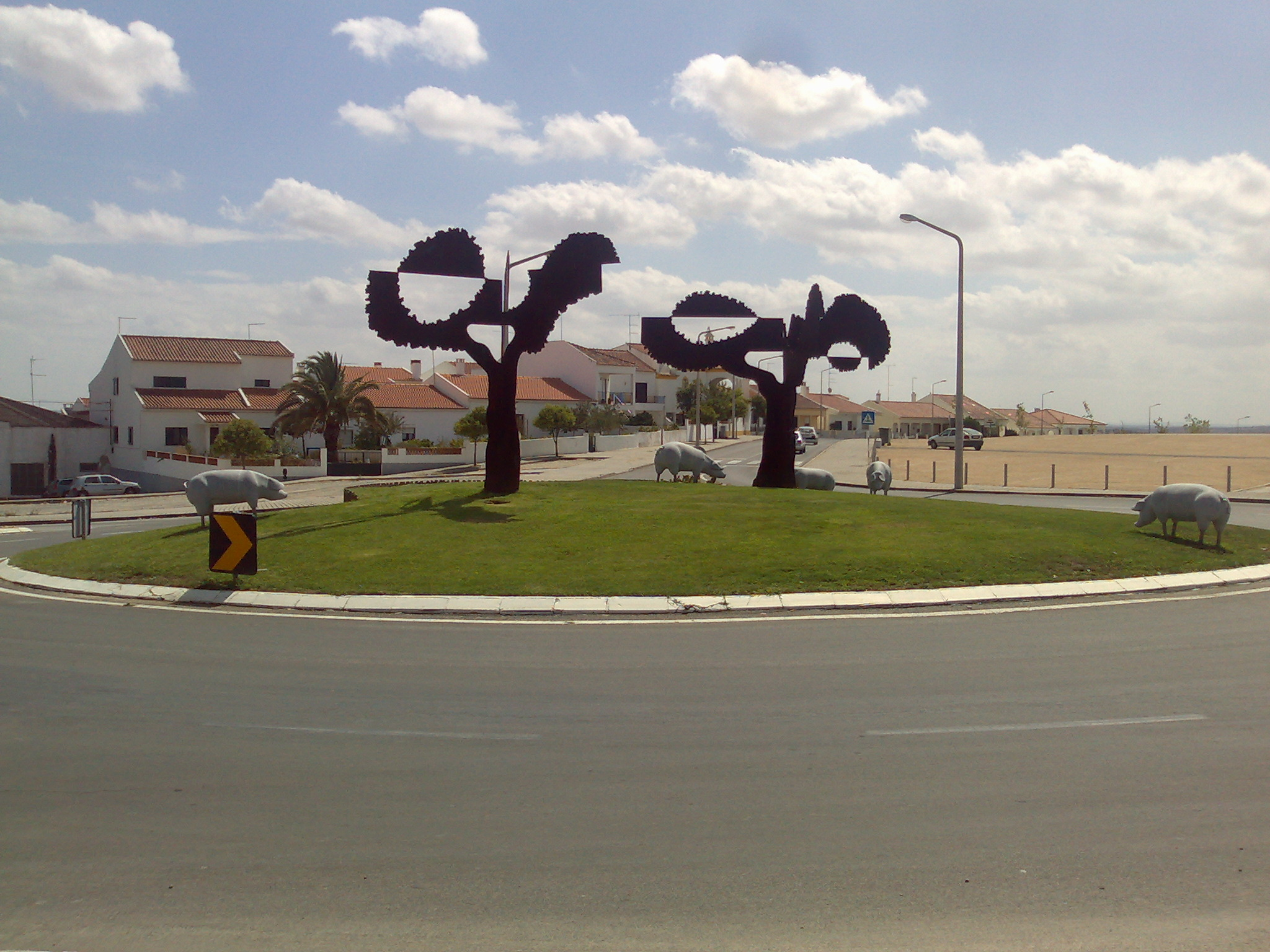
Rotonda amb homenatge al porc
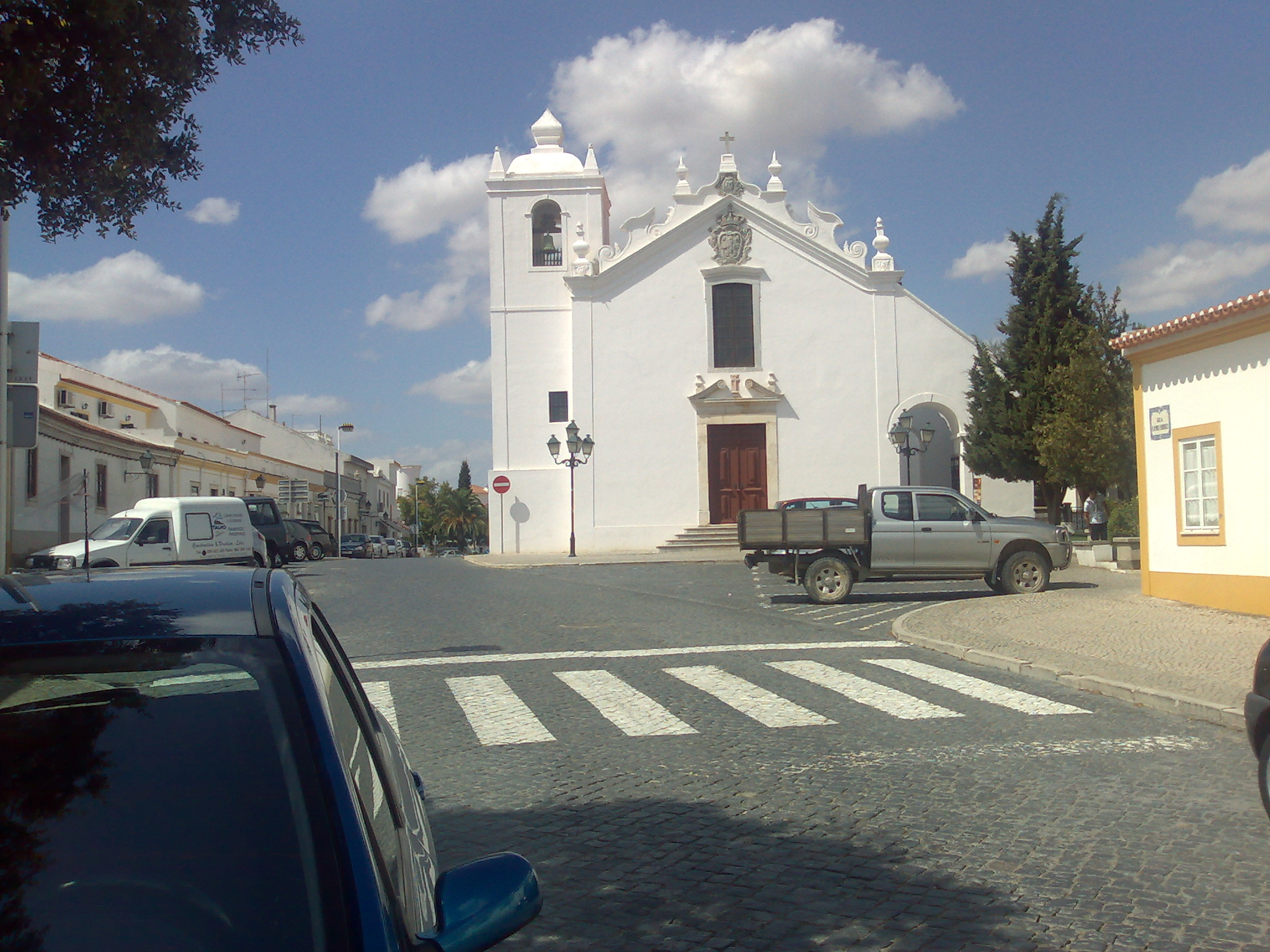
Església
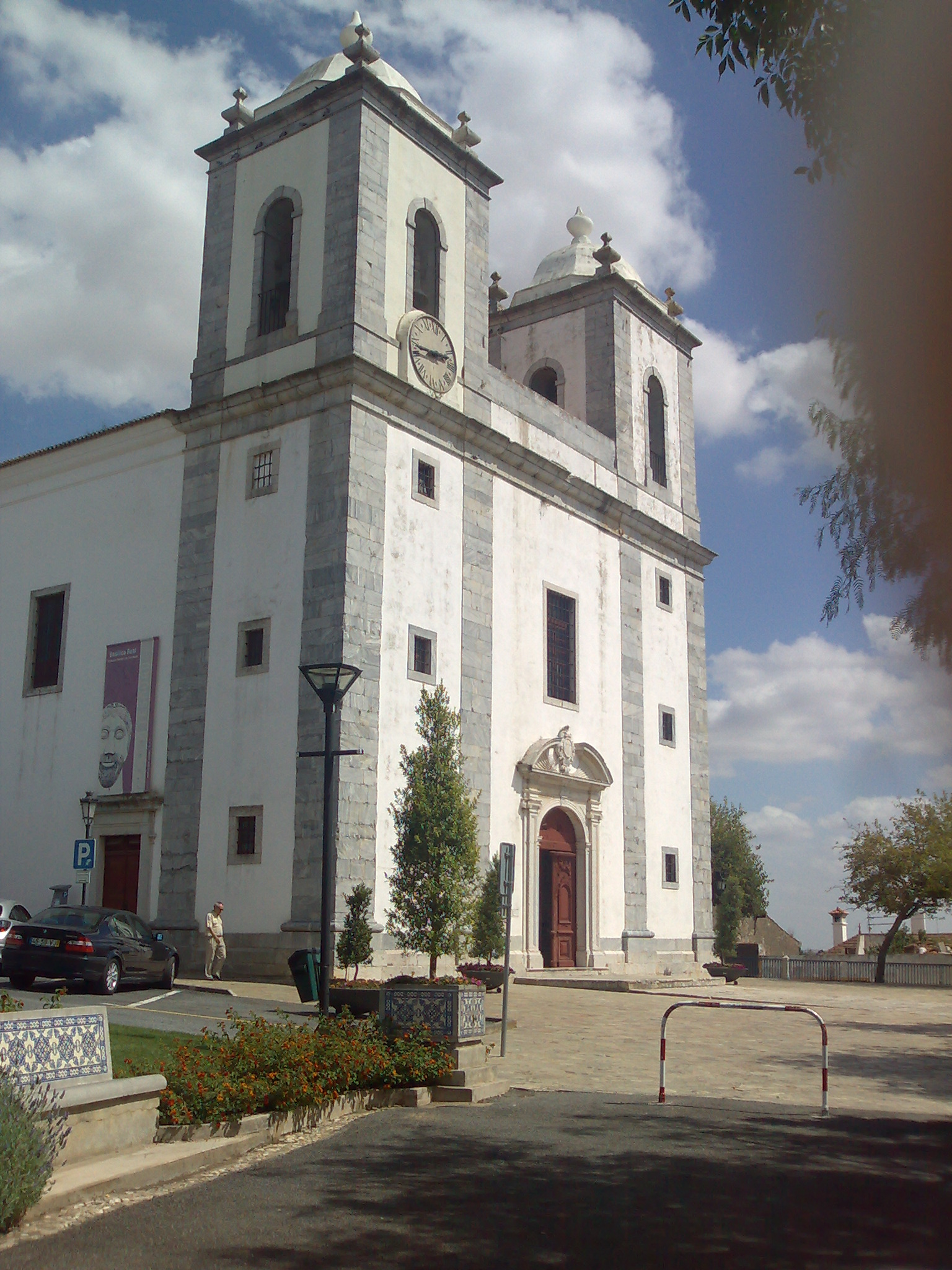
Basílica reial
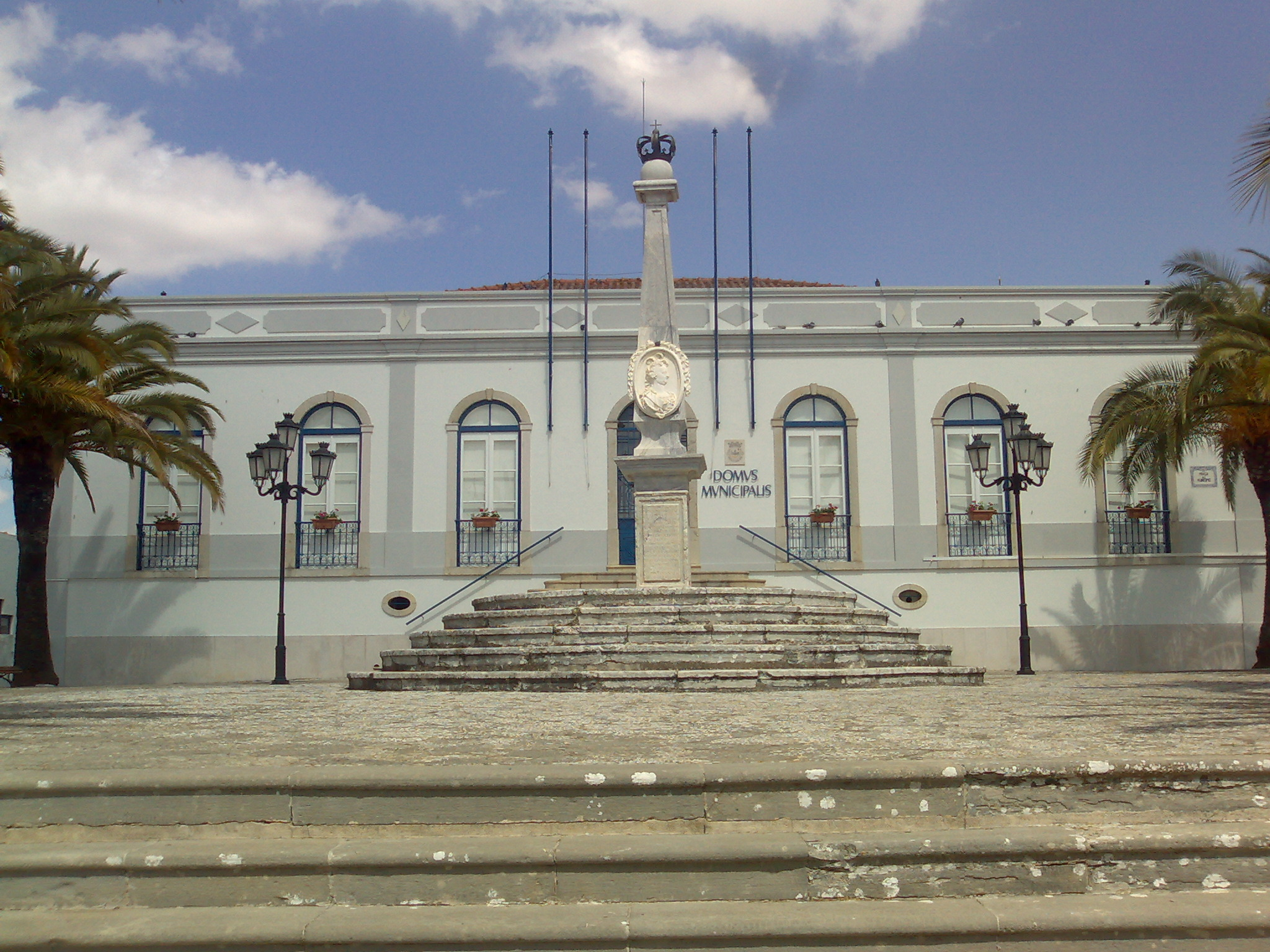
Ajuntament